# 로마니펜
로마니펜(Romanipen, romanipe, romanype, romanypen, romaimos, rromaniya)이란 로마인(Roma People)의 규율, 정신, 문화, 정체성 등을 포괄하는 총체적인 철학적 개념이다. 로마인 혈통인 사람이라도 로마니펜을 모르는 사람이라면, 롬 사회의 일원으로 여기지 않는다. 반대로, 로마인 혈통이 아닌 사람이라도 로마니펜을 익혔다면, 로마인의 일원으로 받아들인다.